# Torpedinidae
Los torpedínidos (Torpedinidae) son una familia de rayas del orden de los Torpediniformes, se distinguen de los torpedos los cuales no poseen placenta; una gran características de estos animales es que las crías se parecen mucho a sus ascendientes, los torpedos viven en  mares tropicales y templados algunos viven a menos de 100 metros y otros a 360 metros de profundidad, tiene una gran analogía con las rayas eléctricas (Narcinidae).
La familia contiene dos géneros:
- Tetronarce Gill, 1862
- Torpedo Duméril, 1806